# Rabah Aboud
Rabah Aboud, född 1 januari 1981, är en algerisk friidrottare. Han deltog vid olympiska sommarspelen 2012.